# Слободка-Шелеховская
Слободка-Шелеховская (укр. Слобідка-Шелехівська) — село в Деражнянском районе Хмельницкой области Украины.
Население по переписи 2001 года составляло 188 человек. Почтовый индекс — 32261. Телефонный код — 3856. Занимает площадь 1,403 км². Код КОАТУУ — 6820989004.

## Местный совет
32207, Хмельницкая обл., Деражнянский р-н, с. Яблоновка, переул. Мира, 1